# ألفرد غراي (رياضياتي)
ألفرد غراي (بالإنجليزية: Alfred Gray)‏ هو رياضياتي أمريكي، ولد في 22 أكتوبر 1939 في دالاس في الولايات المتحدة، وتوفي في 27 أكتوبر 1998 في بلباو في إسبانيا.